# Шакша (Забайкальский край)
Шакша́ — село в Читинском районе Забайкальского края России. Входит в состав сельского поселения «Беклемишевское».

## География
Село находится на южном берегу озера Шакшинское, на расстоянии 2,5 км к юго-востоку от села Беклемишево, центра сельского поселения, и 102 км (по автодорогам) к западу от города Чита, административного центра края.

## Население
| 2010 | 2021 |
| ---- | ---- |
| 262  | ↘234 |

## Улицы
- ул. Заречная,
- пер. Новый,
- ул. Трактовая,
- ул. Центральная,
- пер. Школьный.